# MC Daniel
Daniel Amorim Nicola (Taboão da Serra, 27 de agosto de 1998), mais conhecido como MC Daniel,  é um cantor brasileiro de funk paulista.

## Carreira musical
MC Daniel começou sua carreira, emplacando alguns hit's que fortaleceram sua imagem em meio algumas críticas por já ser considerado 'MC sem música', um dos seus primeiros lançamentos foi a música 'Revoada', logo em seguida 'Balmain'.
MC Daniel já conta com diversas músicas disponíveis nas plataformas digitais, que juntas até o momento somam mais de 400 milhões de ouvintes. Conta com músicas em parcerias com outros artistas como MC Ryan SP e Luan Pereira.
No início de 2023, foi lançada a música Love Absurdo, uma parceria entre Mari Fernandez, MC Ryan SP e MC Daniel.Em 2024 participou da vigesima primeira temporada da Dança dos Famosos, sendo o nono eliminado

## Controvérsias
MC Daniel já se envolveu em algumas polêmicas, principalmente envolvendo seu relacionamento com a Mel Maia, onde declarou público em 2022 e teve seu término em 2023, mesmo após alguns meses reaparecendo juntos.
Também já se envolveu em confusões por causa de cancelamento de shows, na cidade de Sumaré, onde teve sua van depredada.

## Discografia

### Singles
- (2022): Revoada
- (2022): Balmain
- (2022): Namora Aí (com MC Ryan SP)
- (2022): Invencível (com MC Hariel)
- (2023): Se for falar de progresso me liga' (com MC Hariel)
- (2023): Love Absurdo  (com MC Ryan SP e Mari Fernandez)
- (2023): Dentro da Hillux (com Luan Pereira e MC Ryan SP)
- (2023): Renasci das Cinzas (com MC Paulin da Capital)

### Álbum
- (2024): Sem Música

## Filmografia

### Televisão
| Ano  | Título              | Papel                   | Notas                      | Ref.   |
| ---- | ------------------- | ----------------------- | -------------------------- | ------ |
| 2024 | Dança dos Famosos   | Participante (8° lugar) | Temporada 21               | [ 15 ] |
| 2024 | Mania de Você       | Ele mesmo               | Episódio: "30 de novembro" | [ 16 ] |
| 2025 | A Caverna Encantada | Ele mesmo               | A definir o dia em março   | [ 17 ] |